# Golofa porteri
Golofa porteri är en skalbaggsart som beskrevs av Hope 1837. Golofa porteri ingår i släktet Golofa och familjen Dynastidae. Inga underarter finns listade i Catalogue of Life.

## Bildgalleri

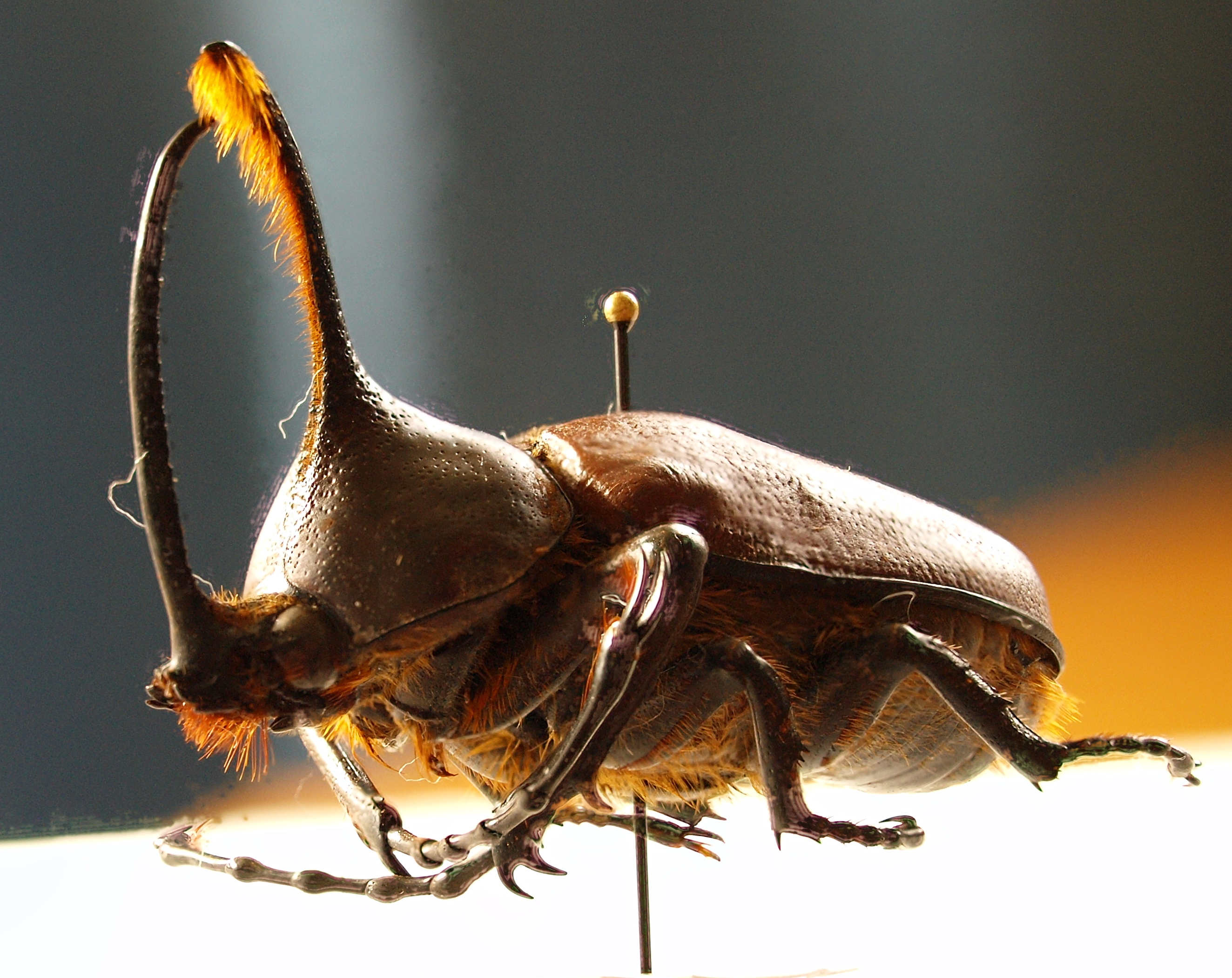
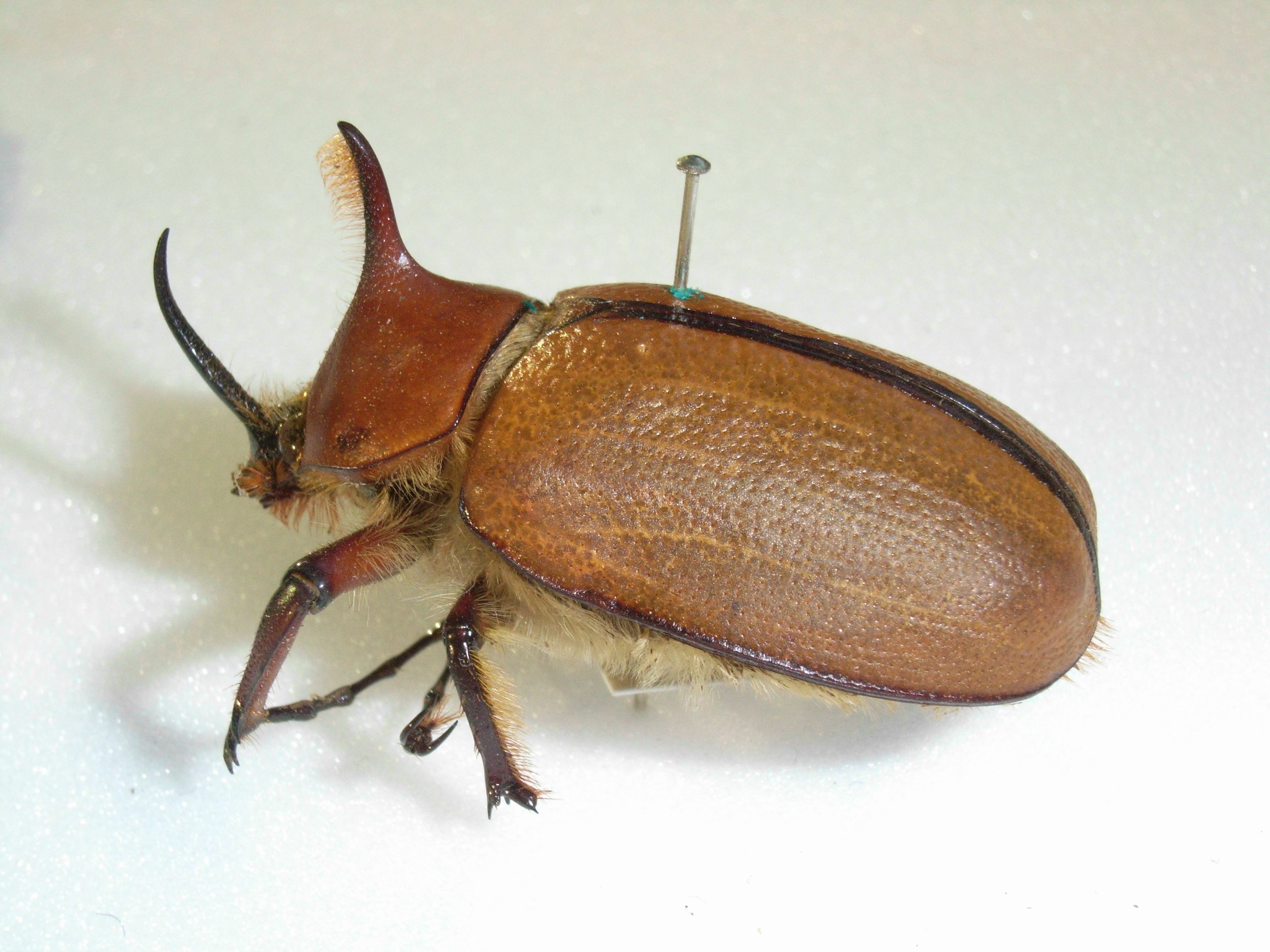
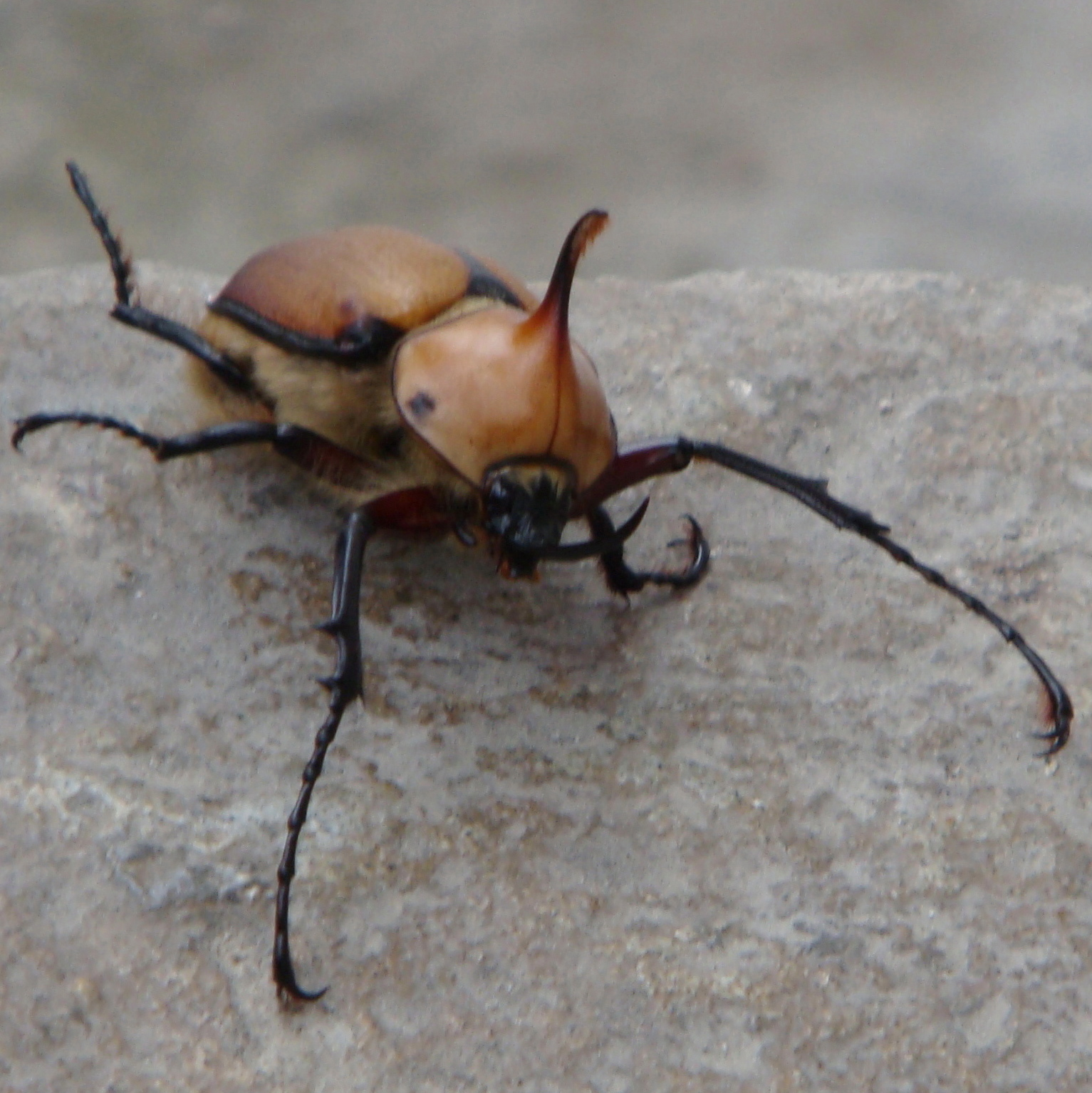